# YJ-22
L'YJ-22, ou Ying Ji-22 (en chinois : 鹰击, signifiant « attaque de l'aigle »), est une évolution en missile de croisière d'attaque terrestre du missile anti-navire C-802, d'une portée d'environ 400 km.

## Caractéristiques
Il serait probablement guidé par satellite et sa capacité opérationnelle était attendue pour l'année 2005. Ce missile de 135 km de portée serait le premier missile de croisière chinois à intégrer une navigation assistée par satellite. Ce guidage pourrait être également amélioré grâce à l'incorporation d'un TERCOM. Certaines sources affirment que ce système de guidage permettrait à des missiles comme l'YJ-22 d'atteindre une précision de 10 m